# لوسی جینی
لوسی جینی (انگلیسی: Luçije Gjini؛ زادهٔ ۲ مهٔ ۱۹۹۴) بازیکن فوتبال اهل آلبانی است.
وی همچنین در تیم ملی فوتبال Albania بازی کرده‌است.